# 5046 Carletonmoore
5046 Carletonmoore este un asteroid din centura principală de asteroizi.

## Descriere
5046 Carletonmoore este un asteroid din centura principală de asteroizi. A fost descoperit pe 28 februarie 1981 la Siding Spring de Schelte J. Bus. Asteroidul prezintă o orbită caracterizată de o semiaxă mare de 2,58 ua, o excentricitate de 0,07 și o înclinație de 13,4° în raport cu ecliptica.